# قاسم لاجامي
قاسم لاجامي (مواليد 25 أبريل 1996 في القطيف السعودية)، هو لاعب كرة قدم سعودي يلعب نادي القادسية.

## مسيرة اللاعب
كانت بداياته مع نادي المحيط و إنتقل إلى نادي الخليج عام 2014 و انتقل إلى نادي الفتح في عام 2019 .

## الحياة الشخصية
قاسم توأم اللاعب السعودي علي لاجامي.

## روابط خارجية
- قاسم لاجامي على موقع Soccerway.com (الإنجليزية)